# 皮若德朗
皮若德朗（法語：Pujaudran，法語發音：[pyʒodʁɑ̃]）是法国热尔省的一个市镇，位于该省东部，属于欧什区。

## 地理
皮若德朗（43°35'27"N, 1°8'57"E）面积17.41 平方千米，位于法国奧克西塔尼大區热尔省，该省份为法国西南部内陆省份，北起顺时针与洛特-加龙省、塔恩-加龙省、上加龙省、上比利牛斯省、大西洋比利牛斯省和朗德省接壤。
与皮若德朗接壤的市镇（或旧市镇、城区）包括：梅朗维耶尔、丰特尼耶、莱格万、利勒茹尔丹、利亚斯。

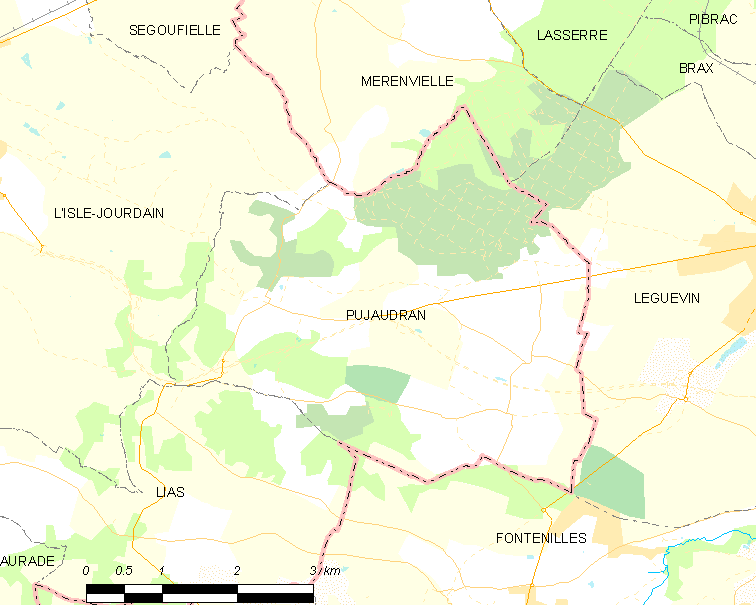
皮若德朗的OSM定位图

皮若德朗的时区为UTC+01:00、UTC+02:00（夏令时）。

## 行政
皮若德朗的邮政编码为32600，INSEE市镇编码为32334。

## 政治
皮若德朗所属的省级选区为利勒茹尔丹县。

## 人口

1962-2008年间皮若德朗人口变化图示

皮若德朗于2022年1月1日时的人口数量为1708人。